# Polizeiruf 110: Siegquote 180
Siegquote 180 ist ein deutscher Kriminalfilm von Wolfgang Luderer aus dem Jahr 1973. Der Fernsehfilm erschien als 13. Folge der Filmreihe Polizeiruf 110.

## Handlung
Während eines Trabrennens löst sich vom Sulky des mit Pferd Albino in Führung liegenden Trainers Bernd ein Rad. Bernd stürzt schwer und wird ins Krankenhaus eingeliefert. Die Untersuchungen ergeben, dass das Rad des Sulky angesägt wurde. Oberleutnant Peter Fuchs und Leutnant Vera Arndt übernehmen die Ermittlungen. Bernd war ein erfolgreicher Trainer, der den ersten Befragungen nach keine Feinde hatte. Unter der Oberfläche brodelt es jedoch. Bernd hatte eine Affäre mit der Frau des Pferdezüchters Sievers, bevor sie eine neue Affäre mit dem Trabrennfahrer Jochen Pilz begann. Pilz hätte eigentlich das Rennen fahren sollen, doch entschied sich Bernd wenige Tage vor dem Rennen, selbst in den Sulky zu steigen. Seiner Meinung nach war das Pferd Albino zu mehr fähig als die mittleren Plätze, die Pilz stets erreichte. Es wurde zudem getuschelt, dass Pilz das Pferd angeblich bewusst bei Rennen zurückhielt.
Auch andere Männer kommen als Täter in Frage. Im Futterkasten des Trainers Reimer findet sich die Säge, mit der das Rad präpariert wurde. Reimer hat Albino wie weitere Pferde einst an Bernd verkauft. Beim Erfolg bringen die Pferde dem Trainer 10 Prozent des Gesamtgewinns ein, sodass jeder Sieg Reimer an seinen Verlust erinnern muss. Die bei Reimer gefundene Säge wiederum gehört eigentlich dem Schmied des Gestüts. Am Ende hätte auch Horst Lange von der Verwaltung ein Interesse an einem Unfall Bernds, vermutet er doch ein Verhältnis des Trainers zu seiner Freundin Sonja.
Vera Arndt findet schließlich die Lösung: Sie besorgt sich alte Rennzeitungen, um ein System zwischen den Platzierungen und den gesetzten Geldern zu ermitteln. Sie findet heraus, dass Albino bis auf eine Ausnahme seit längerer Zeit mittelmäßige Platzierungen erreicht hat. Bei dem einen Sieg der Saison waren die Quoten auf Sieg hoch. Sie vermutet, dass Pilz als Trabrennfahrer tatsächlich die Siegquote mit schlechten Platzierungen in die Höhe treiben will, um schließlich bei höchster Quote den jederzeit möglichen Sieg einzufahren. Wenn er auf seinen eigenen Sieg wettet, ist sein Gewinn entsprechend hoch.
Beim nächsten Rennen lässt Pilz, der selbst im Sulky sitzen wird und angekündigt hat, dass es sein letztes Rennen für Sievers sein wird, Frau Sievers 300 Mark auf einen Sieg Albinos setzen. Er gewinnt das Rennen. Die Quote für den Sieg lag bei 180 zu 10, sodass er 5400 Mark gewonnen hat. Peter Fuchs will Pilz wegen Wettbewerbsbetrugs festnehmen lassen, als Vera Arndt mit der Abfrage der Wettbüros zu ihm kommt. Ein anderer hat in sechs verschiedenen Wettbüros insgesamt 2000 Mark auf einen Sieg Albinos setzen lassen und damit 36.000 Mark gewonnen: Kurt Sievers. Er war hinter Pilz’ System gekommen und wusste, dass dieser in seinem letzten Rennen alles für seine finanzielle Absicherung tun wird. Beim vorigen Rennen drohte Bernd mit einem Sieg die erarbeitete Quote zunichtezumachen, zumal niemand sonst von einem Start Bernds wusste. In einer unbeobachteten Minute manipulierte Sievers das Rad. Geld brauchte er, um ein wertvolles Stutfohlen für seine Zucht zu erwerben. Kurt Sievers wird festgenommen und abgeführt.

## Produktion
Siegquote 180 wurde vom 9. Oktober bis 20. November 1972 in Berlin und den DEFA-Studios Potsdam-Babelsberg gedreht. Hauptdrehort war die Trabrennbahn Karlshorst. Die Kostüme des Films schuf Elisabeth Lützkenberg, die Filmbauten stammen von Christoph Lindemann. Der Film erlebte am 25. Februar 1973 im 1. Programm des Fernsehens der DDR seine Fernsehpremiere.
Es war die 13. Folge der Filmreihe Polizeiruf 110. Oberleutnant Peter Fuchs und Leutnant Vera Arndt ermittelten in ihrem 11. Fall. „Der erfahrene Fernsehregisseur Wolfgang Luderer erzählt die Geschichte mit viel Sinn für optische Reize des Milieus“, so die Kritik.